# Обсерватория Кингснейк
Обсерватория Кингснейк — астрономическая обсерватория, основанная в 2001 году в Сегине, Техас, США.

## Руководители обсерватории
- Джон МакКласки

## Инструменты обсерватории
- 0.45-m f/4.5 Newtonian + CCD[1]

## Направления исследований
- Открытие новых астероидов
- Астрометрия астероидов и комет

## Основные достижения
- Открыто 113 астероидов с 1998 по 2005 года, которые уже получили постоянное обозначение[2]
- 3711 астрометрических измерений опубликовано с 2001 по 2005 года[3]